# Reso

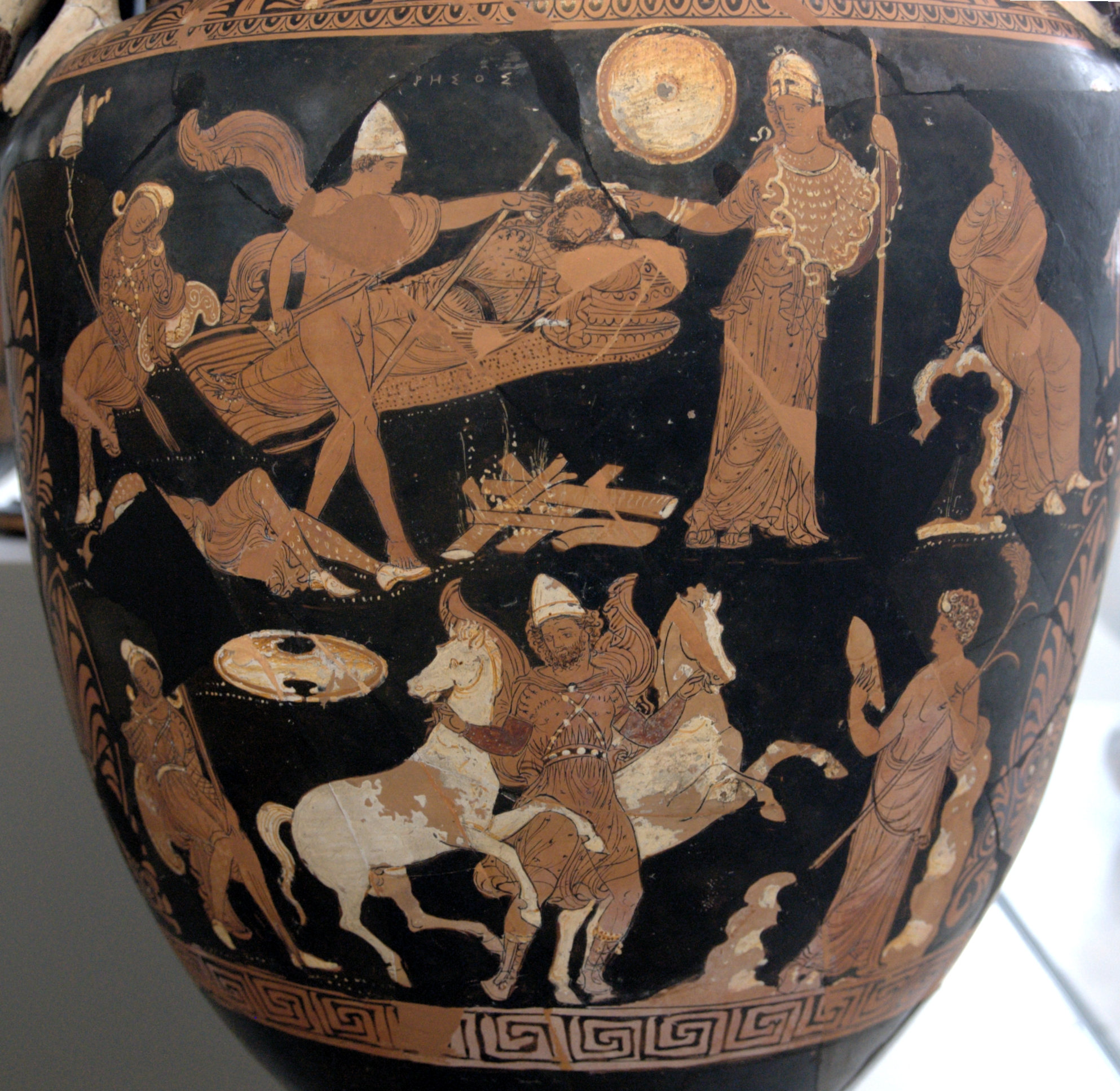
Pieza de cerámica de figuras rojas: una crátera de volutas en la que se representa a Odiseo y a Diomedes robando los caballos de Reso.

En la mitología griega, Reso (en griego antiguo, Ῥῆσος, Rhêsos) era rey de Tracia, que tiene una breve aparición en la Ilíada. Homero dice que era hijo de Eyoneo —quizás relacionado con la ciudad de Eyón, desembocadura del río Estrimón—. Otros dicen que era hijo de Euterpe y el Estrimón, pero otros más alegan que su madre fue otra de las musas, bien Calíope, o Clío, o acaso Terpsícore.
Reso fue criado por las ninfas de la fuentes y murió sin entrar en combate. Debido a que Tracia estaba siendo atacada por Escitia, Reso condujo a su ejército a Troya más tarde que los demás ejércitos aliados. Dolón, que había salido a espiar al ejército de Agamenón para Héctor, fue capturado por Diomedes y Odiseo y procedió a contarles a ambos la nueva llegada de los tracios. Dolón explicó que Reso tenía los mejores caballos, así como enormes armaduras doradas que eran más apropiadas para dioses que para mortales. Mientras los tracios dormían, Diomedes y Odiseo se infiltraron en el campamento en plena noche, matando a varios tracios y a Reso en su tienda, y también robaron sus famosos corceles. Al ser muerto, su esposa Argantone fue al lugar en el que habían yacido por primera vez, y allí se quedó llamando a su esposo, día tras día, hasta morir de inanición.
Hay una tragedia anónima, datada en el siglo IV a. C., titulada Reso. Algunos estudiosos la atribuyen a Eurípides. En esa obra se le concede a Reso un comportamiento mucho más heroico de lo que nos trasmitió la obra homérica. Terpsícore, la musa, se lamenta sobre los despojos de su hijo, mientras los rudos guerreros frigios la contemplan asombrados.
Con el nombre de Reso también se cita a uno de los ocho ríos que Poseidón arrastró desde el monte Ida hasta el mar para derribar la muralla que construyeron los aqueos.
Estéfano de Bizancio dice que la hermana de Reso era Sete, quien le dio a Ares un hijo, Bitis. En otras fuentes Reso tenía también dos hermanos, Olinto y Brangas.